# Baganigere, Magadi
Baganigere là một làng thuộc tehsil Magadi, huyện Ramanagara, bang Karnataka, Ấn Độ.